# Gugów Groń
Gugów Groń (759 m) – szczyt w Paśmie Łysiny w Beskidzie Małym. Znajduje się w jego głównym grzbiecie, pomiędzy Przykrzycą (754 m) a Łysiną, zwaną też Ścieszków Groniem (775 m). Północne stoki opadają do doliny potoku będącego dopływem Kocierzanki w miejscowości Kocierz Moszczanicki, na południowa stronę tworzy niewielki grzbiecik oddzielający dolinki dwóch potoków uchodzących do Łękawki w miejscowości Okrajnik. Stoki północne porasta las, istniejące dawniej na nich polany zarastają lasem. Natomiast w dolince potoku wcinającego się w południowe stoki między Przykrzycą i Gugów Groniem wysoko, niemal pod szczyt podchodzą zabudowania i pola uprawne miejscowości Okrajnik. Również na szerokim grzbiecie łączącym Gugów Groń z Łysiną znajdują się zabudowania i pola miejscowości Łysina i dochodzi tutaj, aż na sam grzbiet, droga łącząca tę miejscowość z drogą wojewódzką nr 946.
Przez Gugów Groń nie prowadzi żaden szlak turystyczny, można wejść na niego ścieżkami od Przykrzycy lub miejscowości Łysina. Jego wierzchołek jednak jest porośnięty lasem i pozbawiony widoków. Szerokie widoki rozpościerają się natomiast z bezleśnego grzbietu położonego tuż po jego wschodniej stronie, oraz z szosy do miejscowości Łysina.
Szczyt Gugów Gronia i wschodnie stoki znajdują się w obrębie wsi Łysina, stoki zachodnie we wsi Okrajnik, obydwie w województwie śląskim, w powiecie żywieckim, w gminie Łękawica.